# Union Park (Floride)
Union Park est une census-designated place du comté d'Orange, dans l'État de Floride, aux États-Unis,. En 2020, elle compte une population de 10 452 habitants.